# 完顏宗強
完顏宗強（？—1142年），女真名阿魯，或阿魯保，完顏阿骨打第八子，金兀朮同母胞弟。
天眷元年（1138年），侄子金熙宗封叔叔完顏宗強为紀王。三年（1140年），代宗固為燕京留守，封衛王，太師。皇統二年（1142年）十月，完顏宗強薨，金熙宗輟朝七日。喪至上京，金熙宗親臨哭之慟，仍親視喪事。他或死于意外事故，洪皓《松漠紀聞》記：「第八子曰邢王，為燕京留守，打毬墜馬死。」

## 家庭[1]
父：金太祖完顏阿骨打
母：烏古論元妃
同母（烏古論元妃）兄弟：
- 梁王完顏宗弼，名 兀朮
- 蜀王完顏宗敏，名 阿魯補

異母兄弟：
- 聖穆皇后唐括氏
  - 金徽宗完顏宗峻，名 繩果
  - 豐王完顏宗朝，名 烏烈 (列蒲陽虎)
  - 趙王完顏宗傑，名 沒里野

- 光懿皇后裴滿氏：
  - 遼王完顏宗幹，名 斡本（海陵王時為金德宗，金世宗時降為遼王）

- 宣獻皇后僕散氏
  - 金睿宗完顏宗堯，名 訛里朵
  - 豳王完顏訛魯朵

- 欽憲皇后紇石烈氏
  - 宋桓肅王完顏宗望，名 斡離不
  - 陳王完顏宗雋，名 訛魯觀
  - 瀋王完顏訛魯

- 蕭崇妃
  - 紀王完顏習泥烈
  - 息王完顏寧吉
  - 莒王完顏燕孫

- 娘子獨奴可
  - 鄴王完顏斡忽

子：
- 完顏爽，名 阿鄰
- 完顏可喜
- 完顏阿瑣

## 延伸阅读
[在维基数据编辑]
 《金史·卷69》，出自脱脱《遼史》